# Holzfachschule Bad Wildungen
Die Holzfachschule ist eine staatlich anerkannte Zentralberufsschule für die holzbearbeitende Industrie in Bad Wildungen.

## Geschichte
Die Holzfachschule Bad Wildungen wurde am 10. April 1953 als zentrale Berufsschule für Sägewerker eröffnet. Sie ging aus der im August 1942 eröffneten „Berufserziehungsstätte Sägewerke e.V. Berleburg“ hervor. Sie bestand aus vier Unterrichtsgebäuden mit angeschlossenem Internat, einem Lehrsägewerk sowie einem Verwaltungsbau mit Küche und Speisesaal. Es wurden Lehrgänge für Gatterführer und Sägenschärfer und für Beschäftigte der Betriebsbereiche Rundholz, Schnittholz und Holztrocknung angeboten.
Heute besteht die Holzfachschule, der eine Fach- und Meisterschule, die „Bundesfachschule Modellbau Bad Wildungen“, das „Technologie Transfer Holzwirtschaft“ und das „Zentrum Holz Energie Umwelt und Sicherheit“ ZHEUS angeschlossen sind, als staatlich anerkannte „Zentrale Berufsschule“ für die Holzbearbeitung der Bundesländer Hessen, Nordrhein-Westfalen, Niedersachsen, Bremen und Schleswig-Holstein. Sie besteht aus 15 Einzelgebäuden mit 20 Lehrsälen, wie einem Computerraum, zwei Zeichensäle, einer Aula und Wohnbereiche in Form eines Internats. Das Lehrsägewerk mit Trockenkammer bildet den Kern für die Ausbildung in der Holzbearbeitung. Der Tischlereibereich mit insgesamt vier unabhängigen Maschinenräumen für den Parallelbetrieb einschließlich CNC-Bearbeitung umfasst drei separate Bankräume sowie eine Lackiererei für die Aus- und Weiterbildung in der Holzverarbeitung. Die Bundesfachschule für den Modellbau innerhalb der Holzfachschule umfasst zwei komplette Maschinenräume inklusive aufwendiger CNC/CAD-Ausrüstung und angeschlossenem Bankraum. Zwischen dem Computerraum und allen CNC-Maschinen bestehen Online-Verbindungen zur CNC-Umsetzung der Übungen auf die Bearbeitungsmaschinen. Ergänzt wird die Schule durch eine Schärferei, die Werkzeugpflege und einer Werkstatt für Metallbearbeitung.
Die Schule wird durch die Holzfachschule Bad Wildungen gGmbH getragen und beschäftigt hauptamtliche Lehrkräfte, die durch nebenamtliche Berufsschullehrer unterstützt werden. Für Seminar und Sonderlehrgänge sowie besondere Fachgebiete in der Meisterausbildung werden Referenten aus der Betriebsberatung und der Führungsebene der Holzwirtschaft und deren Zulieferbetriebe beschäftigt.
Die Holzfachschule Bad Wildungen gGmbH ist eine 100-%-Tochter des Fachverband Leben Raum Gestaltung Hessen.

## Unterbringung
Auf neun Gebäuden ist das Internat dezentral untergebracht und wird durch einen Mensabetrieb ergänzt.

## Ausbildung
An der Holzfachschule werden Holzbearbeitungsmechaniker der Bereiche Sägeindustrie, Holzleimbau, Hobel- und Leistenwerke ausgebildet, überbetrieblich die Lehrberufe Tischler, Modellbauer und Holzkaufmann, sowie über einen Sonderkurs Anschauungsmodellbauer. Über Weiterbildungslehrgänge werden Facharbeiter z. B. zu Gatterführern, Sägen- und Werkzeugschärfern, Mitarbeitern in der Holztrocknung weitergebildet. Außerdem werden Meistervorbereitungskurse für Industriemeister der Holzbe- und verarbeitung, für Tischlermeister und Modellbaumeister sowie technischer Kaufmann der Fachrichtung Holzwirtschaft und Seminare zu betriebswirtschaftlichen Inhalten für Betriebsinhaber und Führungskräfte angeboten.
Ab 2013 werden verschiedene Bildungsangebote für Bestatter zur Verfügung stehen.

## Sonstiges
Die Schule beherbergt eine umfangreiche Holzmuster-, Werkstoff- und Teilesammlung, die auch ein Kuriositätenkabinett für Wuchsbesonderheiten beinhaltet.
Seit über 30 Jahren führt der Bundesverband des holz- und kunststoffverarbeitenden Handwerks den Bundesleistungswettbewerb für die Handwerksjugend im Tischlerhandwerk an der Holzfachschule durch.
Einige Verbandstagungen auf Bundes- und Landesebene werden in der Schule abgehalten, so z. B. die jährlich im Frühjahr und im Herbst durchgeführte Unternehmensführungslehrgänge des Fachverbandes des holz- und kunststoffverarbeitenden Handwerks Hessen sowie der Nordwestdeutsche Laubholztag.